# Vallbona
Vallbona o Vallbona de Noya (en catalán y oficialmente Vallbona d'Anoia) es un municipio de Cataluña, España. Pertenece a la provincia de Barcelona y está situado en el sur de la comarca de Noya. 

## Demografía
Vallbona cuenta con una población de 1406 habitantes (INE 2024).
| Gráfica de evolución demográfica de Vallbona entre 1842 y 2021 |
| |
| Población de derecho según los censos de población del INE. Población de hecho según los censos de población del INE.En estos censos se denominaba Vallbona: 1842, 1857, 1860, 1877, 1887, 1897, 1900, 1910, 1920, 1930, 1940, 1950, 1960, 1970 y 1981. |

| 1900 | 1930 | 1950 | 1970 | 1981 | 1986 |
| ---- | ---- | ---- | ---- | ---- | ---- |
| 767  | 755  | 664  | 824  | 1049 | 1054 |

## Comunicaciones
Estación de ferrocarril de los Ferrocarriles de la Generalidad.

## Economía
Agricultura de secano, avicultura y pequeñas industrias.